# Melocalamus
Melocalamus Benth. é um género botânico pertencente à família Poaceae.